# Jakob Ingebrigtsen
Jakob Ingebrigtsen (* 19. září 2000 Sandnes) je norský běžec na střední a dlouhé vzdálenosti. V roce 2018 vyhrál dvě zlaté medaile na Mistrovství Evropy v bězích na 1500 a 5000 metrů. K roku 2024 se stal držitelem několika světových rekordů venku i v hale a v současné době patří k nejlepším evropským běžcům historie.

## Kariéra
25. května 2017 se stal nejmladším běžcem v historii, který dokázal uběhnout závod na 1 míli pod 4 minuty, když doběhl na jedenáctém místě při závodu Diamantové ligy v Eugene. V této sezóně se stal dvojnásobným mistrem Evropy v bězích na 5000 metrů a 3000 metrů překážek.
O rok později startoval na juniorském světovém šampionátu. V běhu na 1500 metrů doběhl druhý, na pětikilometrové trati skončil třetí.
V roce 2018 během Mistrovství Evropy v Berlíně dokázal během dvou dnů získat zlatý double. Poté, co se stal vítězem v závodě na 1500 metrů, dokázal totéž zopakovat i v běhu na 5000 metrů (jeho bratr Henrik Ingebrigtsen doběhl na 2. místě). V den zisku druhého titulu mu bylo 17 let, 10 měsíců a 23 dní, což ho činí nejmladším vítězem ME v historii.
O dvojnásobné vítězství se pokusil také na evropském halovém šampionátu v Glasgow v březnu 2019. Zvítězil v běhu na 3000 metrů, na poloviční trati skončil druhý.
V roce 2019 na Mistrovství světa v atletice v Dauhá zaznamenal své nejlepší úspěchy do této doby. Ve finále na 5000 m skončil 5. a ve finále na 1500 m skončil 4. Ve finále na 5000 m se dostali všichni tři bratři.[ujasnit]
V roce 2020 zaběhl evropský rekord na 1500 m v čase 3:28.68. Dále se stal také evropským rekordmanem na 2000 m na mítinku v Oslu pojmenovaném Impossible Games. Dále na počátku sezóny zaběhl silniční 5 km trať v čase 13:28.
V halové sezóně 2022 zaběhl světový rekord v běhu na 1500 m, když tuto trať dokončil v čase 3:30,60 min. (jako první v historii pod 3:31 min.).
V průběhu venkovní sezóny 2023 zaběhl světový rekord v běhu na 2000 metrů časem 4:43,13 minuty a v běhu na 2 míle časem 7:54,10 minuty.
V roce 2024 překonal světový rekord v běhu na 3000 metrů časem 7:17,55 min. a přechozí 28 let starý světový rekord Keňana Daniela Komena překonal o víc než 3 sekundy (3,12 s.). Stal se tak prvním člověkem, který pokořil na této distanci hranici 7:20 min. V této sezóně také zaběhl nový evropský rekord v běhu na 1500 metrů časem 3:26,73 min a přiblížil se tak ke světovému rekordu Maročana Hichama El Gouerrouje na 0,73 s.

## Osobní rekordy
- Běh na 1500 metrů – 3:26,73 min. – 12. 7. 2024, Monako - Současný evropský rekord
- Běh na 3000 metrů – 7:17,55 min. – 25. 8, 2024, Chořov - Současný světový rekord
- Běh na 5000 metrů – 12:48,45 min. – 10. 6. 2021, Florencie - Současný evropský rekord

## Osobní život
Narodil se v norském Sandnesu jako pátý ze sedmi sourozenců do rodiny Gjerta Ingebrigtsena a Tone Evy Tønnessenové. Atletice se věnují i jeho starší bratři Filip a Henrik.
V září 2023 se oženil se svojí dlouholetou přítelkyní Elisabeth Asserson. V červnu 2024 se jim narodila dcera Filippa.